# Hello Nasty
Hello Nasty – piąty album studyjny hip-hopowego zespołu Beastie Boys, wydany w 1998 roku.

## Twórcy
- Michael Diamond - rap
- Adam Horovitz - rap
- Adam Yauch - rap, śpiew
- Mix Master Mike - DJ
- Mario Caldato Jr. - produkcja
- Alfredo Ortiz - perkusja

## Lista utworów
1. "Super Disco Breakin'" – 2:07
2. "The Move" – 3:35
3. "Remote Control" – 2:58
4. "Song For The Man" – 3:13
5. "Just A Test" – 2:12
6. "Body Movin' " – 3:03
7. "Intergalactic" – 3:51
8. "Sneakin' Out The Hospital" – 2:45
9. "Putting Shame In Your Game'" – 3:37
10. "Flowin' Prose" – 2:39
11. "And Me" – 2:52
12. "Three MC's And One DJ" – 2:50
13. "The Grasshopper Unit (Keep Movin')" – 3:01
14. "Song For Junior" – 3:49
15. "I Don't Know" – 3:00
16. "The Negotiation Limerick File" – 2:46
17. "Electrify" – 2:22
18. "Picture This" – 2:25
19. "Unite" – 3:31
20. "Dedication" – 2:32
21. "Dr. Lee, PhD" – 4:50
22. "Instant Death" – 3:22

## Wydania
- Japońskie wydanie Hello Nasty zawiera dodatkowo utwór "Slow and Low".
- Australijskie wydanie zawiera dodatkowo cztery utwory:

1. "Hail Sagan (Special K)" - 4:06
2. "Body Movin' (Fatboy Slim Remix)" - 5:34
3. "Intergalactic (Prisoners of Technology Remix)" - 5:46
4. "Peanut Butter and Jelly" - 2:16